# Municipio de Teocelo
El municipio de Teocelo se encuentra en el estado de Veracruz. Es uno de los 212 municipios de la entidad y tiene su ubicación en la zona centro del estado. Su cabecera es la localidad de Teocelo. Sus coordenadas son: 19°23′8.62″N 96°58′20.84″O / 19.3857278, -96.9724556 y cuenta con una altura de 1,160 m. s. n. m.
El municipio es conformado por 35 localidades en las cuales habitan 16,957 personas.
El clima de este municipio es templado-húmedo-regular, con una temperatura media de 18.4 °C, lluvias abundantes en otoño y principios de invierno.
Teocelo celebra del 13 al 16 de agosto las fiestas religiosas en honor a la Asunción de Nuestra Señora de María, y en la última semana del mes de enero le festejan al Santo Entierro de Cristo. Esta última festividad le ha dado una gran identidad al municipio dentro de la región, a nivel estatal e incluso a nivel nacional, ya que personas de otros estados vecinos, como Puebla, Chiapas, Tlaxcala, etc., vienen a rendir culto y veneración a esta sagrada imagen, que representa a Jesús en el sepulcro y cuenta con más de 200 años de antigüedad. Tallada completamente en madera, esta pieza pertenecía a unos hermanos que eran de origen español y vivían en una barranca llamada Xamamatla. Posteriormente mueren, por lo tanto Santo Entierro es trasladado a la entonces Villa de Teocelo, aproximadamente en el año 1818. Desde entonces, ya se ha celebrado su festividad, misma que ha ido cobrando cada vez más fuerza, por los constantes testimonios de milagros adjudicados a la sagrada imagen de Santo Entierro de Cristo. 
La ciudad fue nombrada por el presidente de México Porfirio Díaz en una visita que realizó en 1902.
Teocelo es reconocida por una gran variedad de su flora y fauna, incluyendo el ocelote y la mariposa del 88. Otro atractivo local es la cascada de Texolo.

## Límites
- Norte: Coatepec y Xico
- Sur: Cosautlán de Carvajal y Tlaltetela
- Este: Coatepec y Tlaltetela
- Oeste: Ixhuacán de los Reyes y Xico